# Kohlemühle

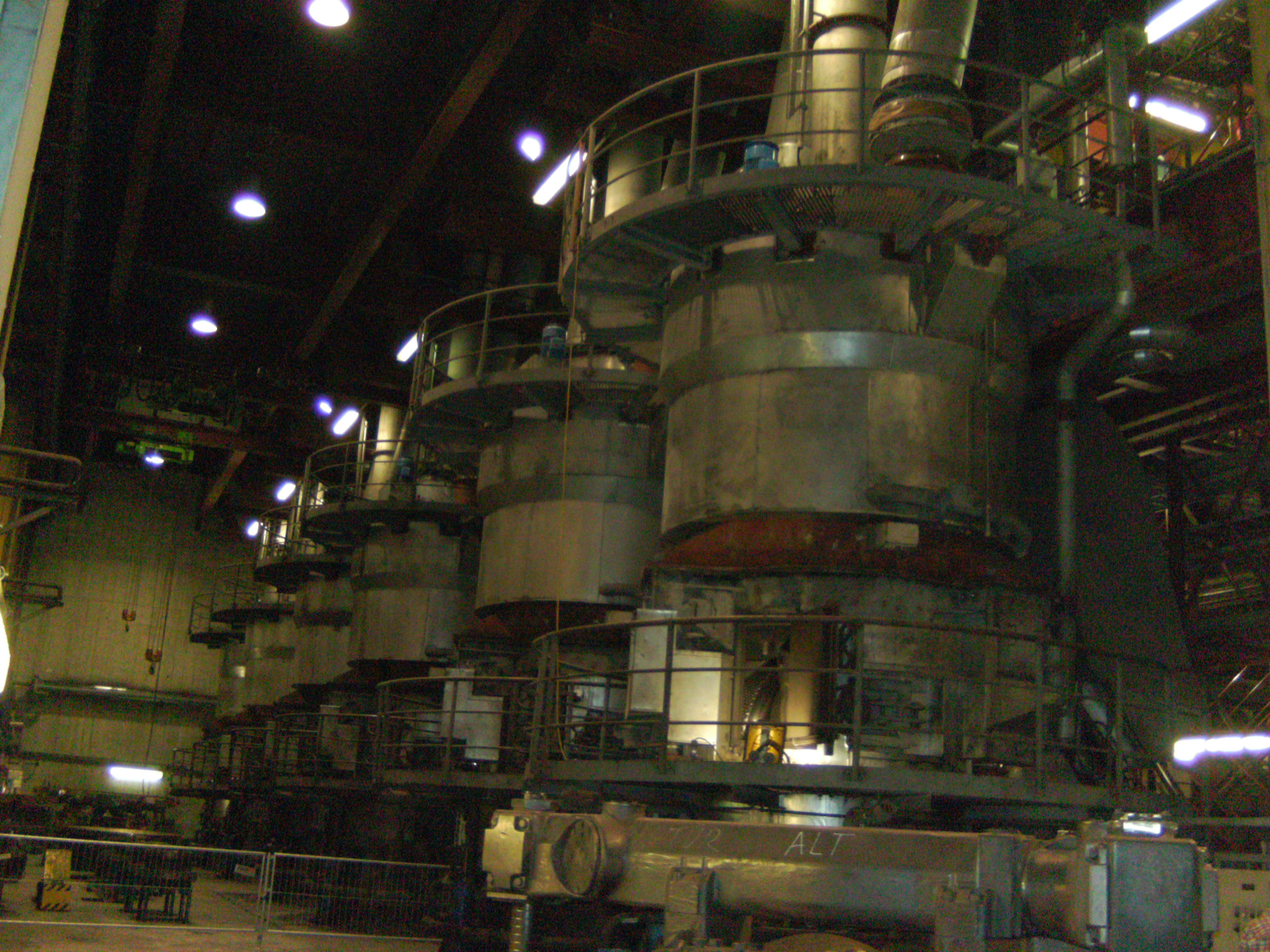
Vertikal-Rollenmühle (Walzenschüsselmühle) vom Typ Hitachi MPS 150 mit einer Durchsatzleistung von rund 20 t/h Steinkohle

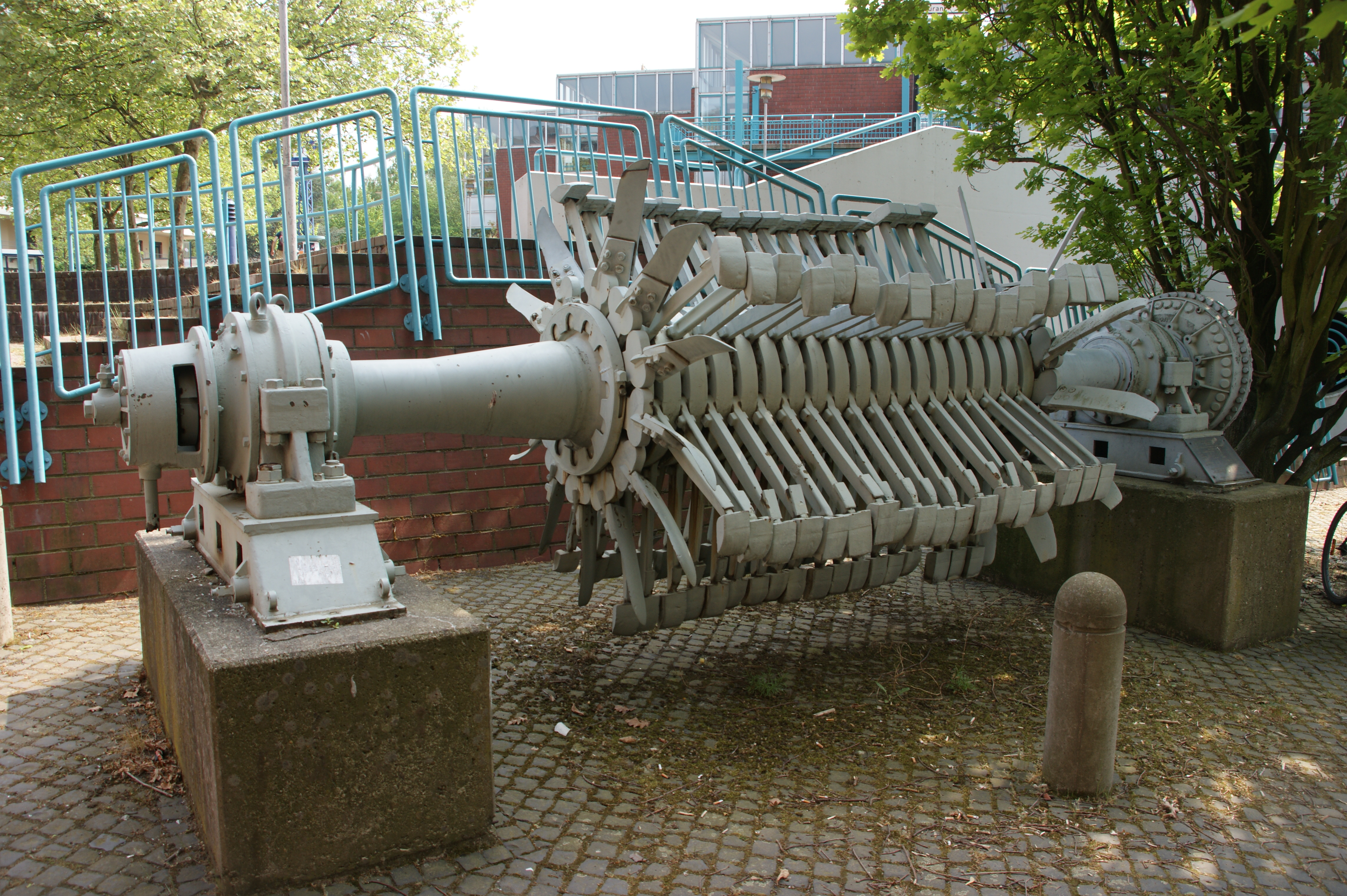
Läufer einer Kohlenmühle aus dem Kraftwerk Goldenberg

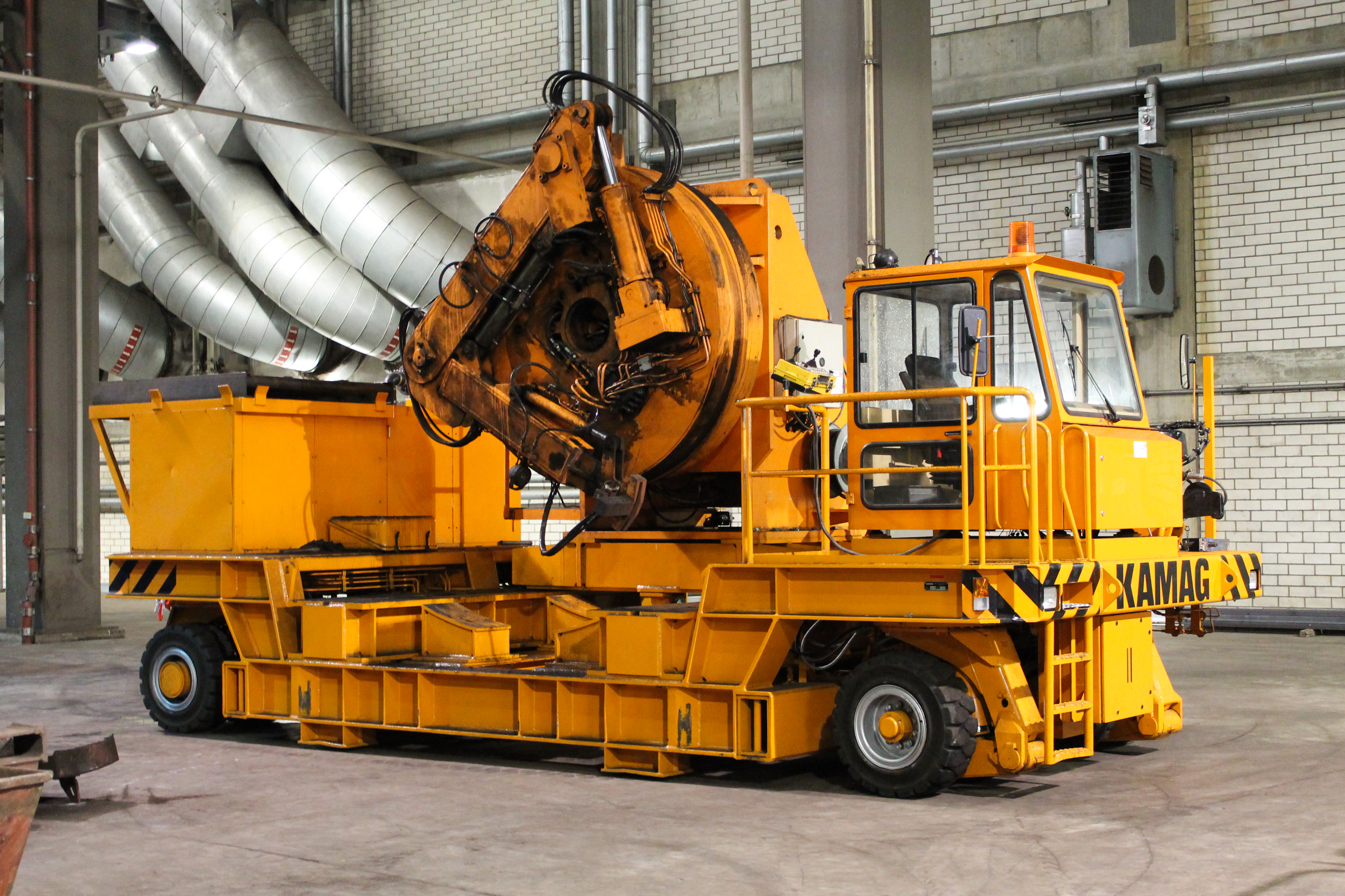
Spezialtransporter zum Ausbau der Schlagräder

Die Kohlemühle ist eine spezielle Form der Mühle und dient zum Vermahlen von Stein- und Braunkohle für ein Kohlekraftwerk. Kohlenstaub wird auch als Reduktionsmittel zur Roheisenherstellung (Hochofen) verwendet. Innerhalb der Mühle wird der Brennstoff soweit zerkleinert, dass spezifische Oberflächen von einigen 1000 m² je kg Brennstoff erreicht werden, um ein zuverlässiges Zünden der Kohle im Brennraum zu erreichen.
Beim Vermahlen wird die Kohle zugleich innerhalb der Mühle mit Abgasen aus der zugehörigen Staubfeuerung oder anderen Feuerungen getrocknet und inertisiert. Die Feinheit der Mahlung wird durch nachgeschaltete Sichter sichergestellt. Die meisten Kohlemühlen werden als Rohr- oder Vertikalmühle ausgeführt. Der Leistungsbedarf aller in einem Kohlekraftwerksblock verwendeten Kohlemühlen kann bis 2 % der gesamten installierten Leistung betragen.
Die gleichen Maschinentypen einer Kohlemühle (die Rohr- oder Kugelmühle, die Vertikal-Rollenmühle, die Sichter bzw. Separatoren) werden auch in der Vermahlung von Mineralien (zur Kupfer- und Golderz-Vermahlung) und in Zementwerken eingesetzt. Hingegen sind die Anforderungen an eine Kohlemühle aufgrund der Entzündlichkeit von Kohlestäuben höher als bei der Vermahlung von Erzen oder der Materialien im Zementwerk: Viele Maschinenkomponenten müssen in der EU anspruchsvolle Explosionsschutzprüfungen bestehen. Allerdings ist es heute auch möglich, die Anlagen eigen-inertisierend zu betreiben, sodass der konstruktive Aufwand erheblich vermindert wird. Aufgrund dieses Aufwandes gibt es nur wenige Maschinenanbieter für Kohlemühlen.

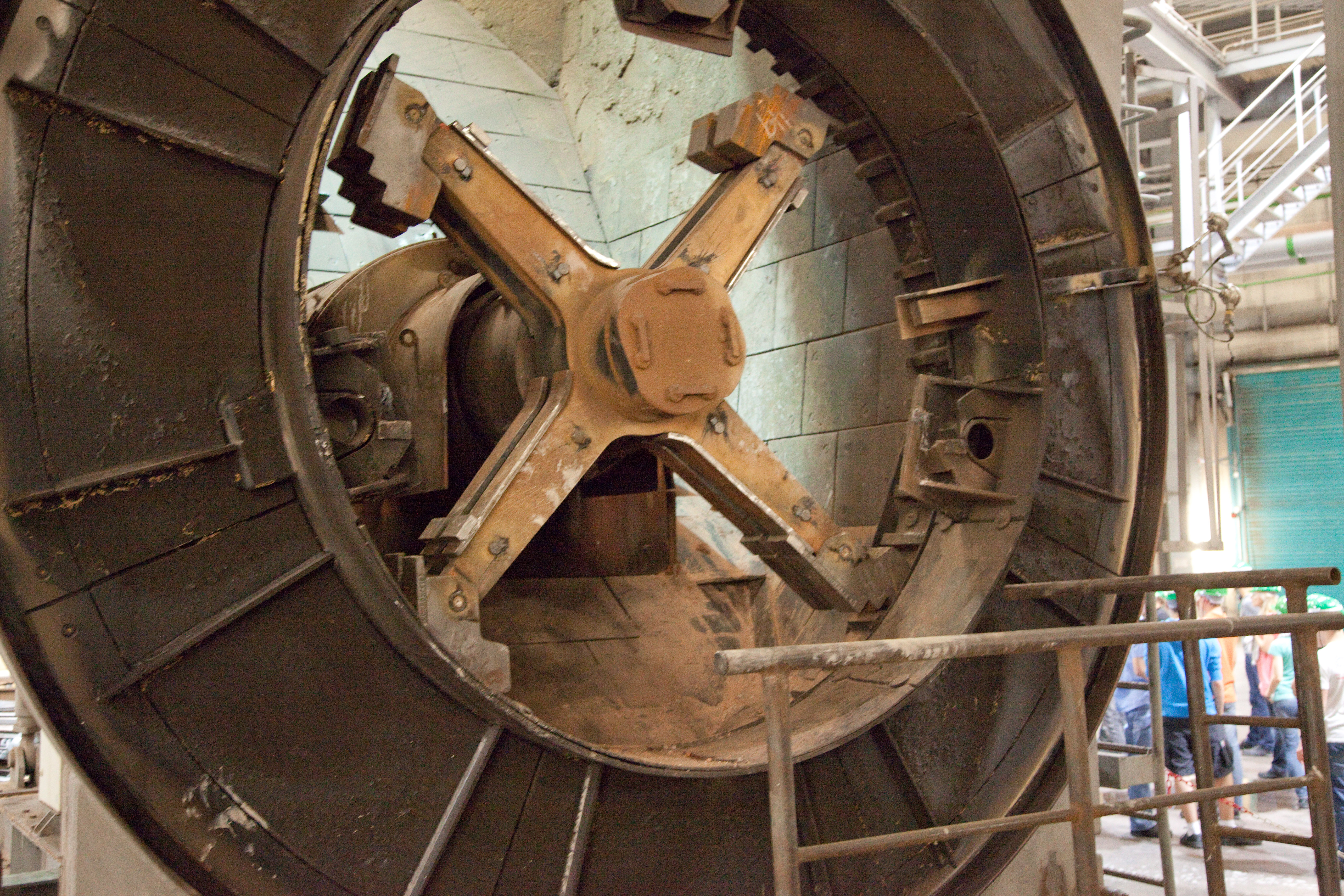
Kraftwerk Niederaußem
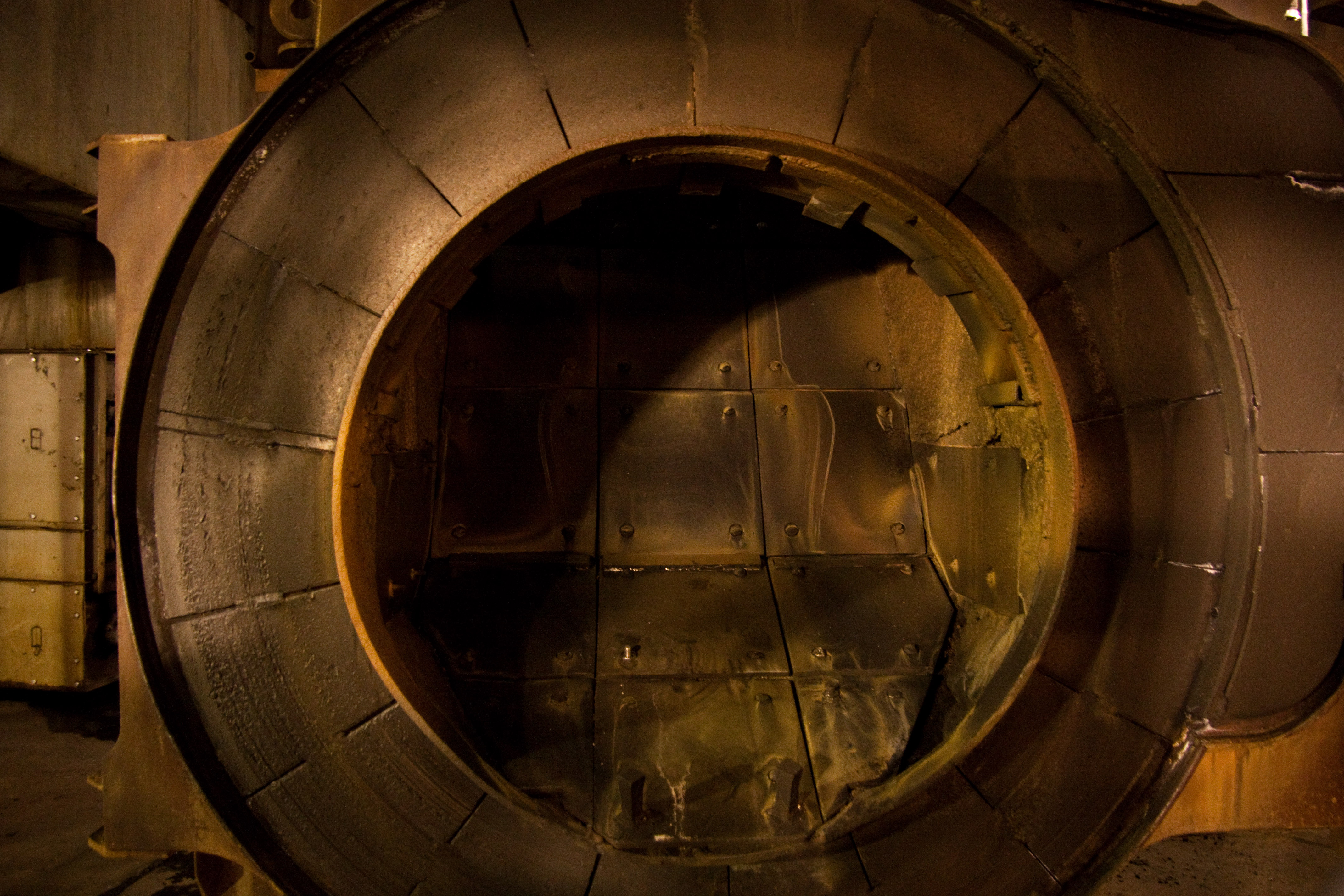
Heizkraftwerk Klingenberg
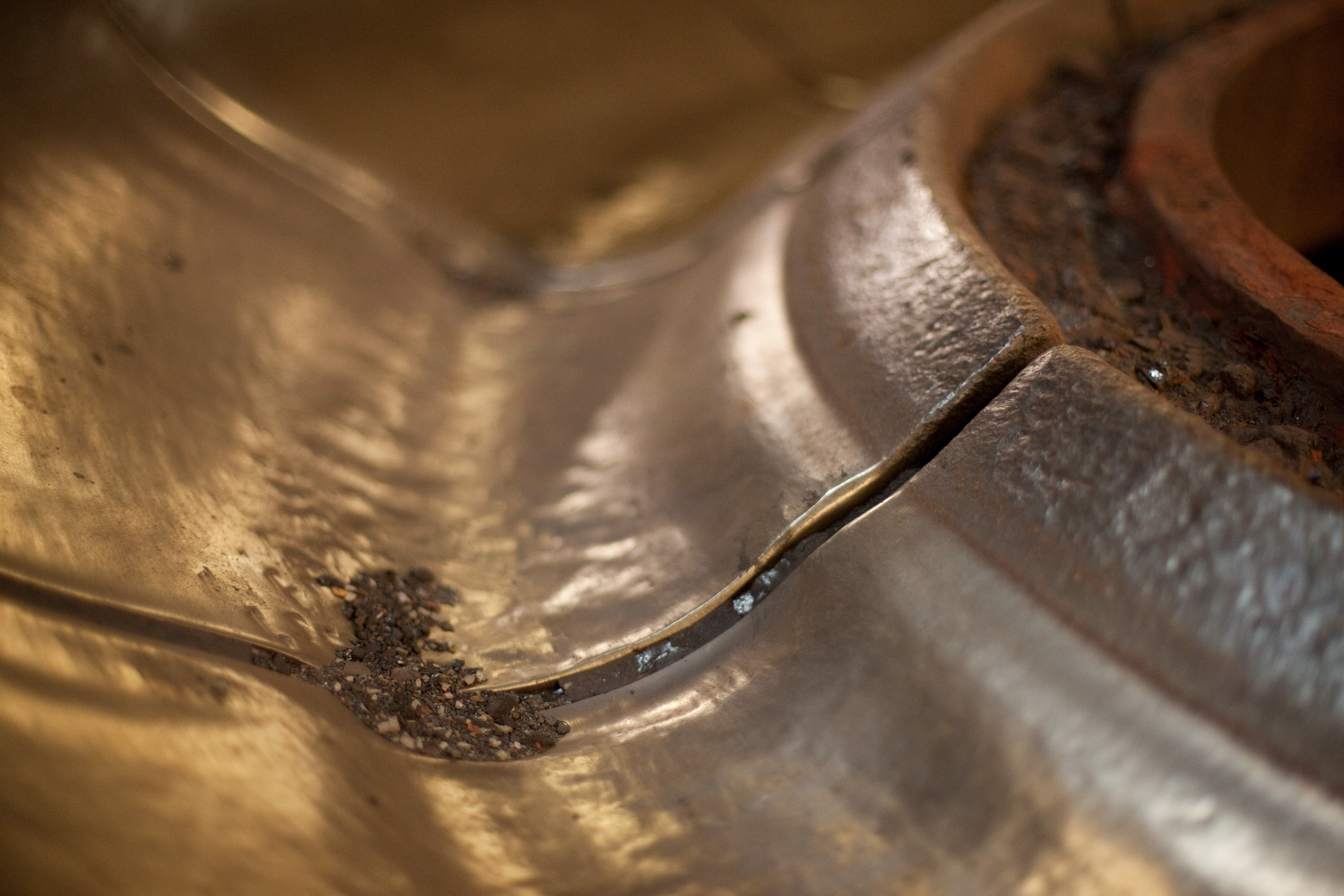
Heizkraftwerk Reuter West
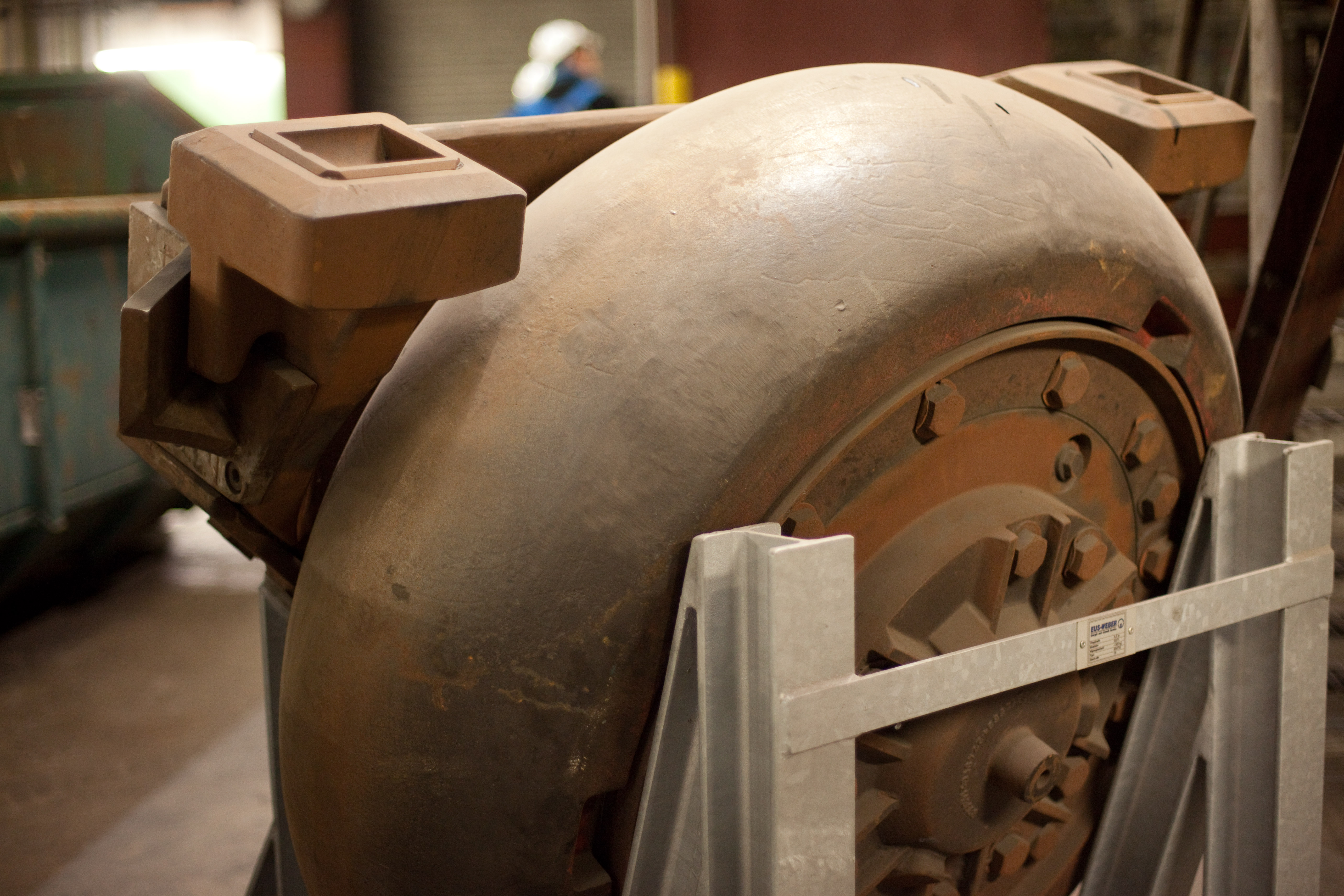
Heizkraftwerk Reuter West
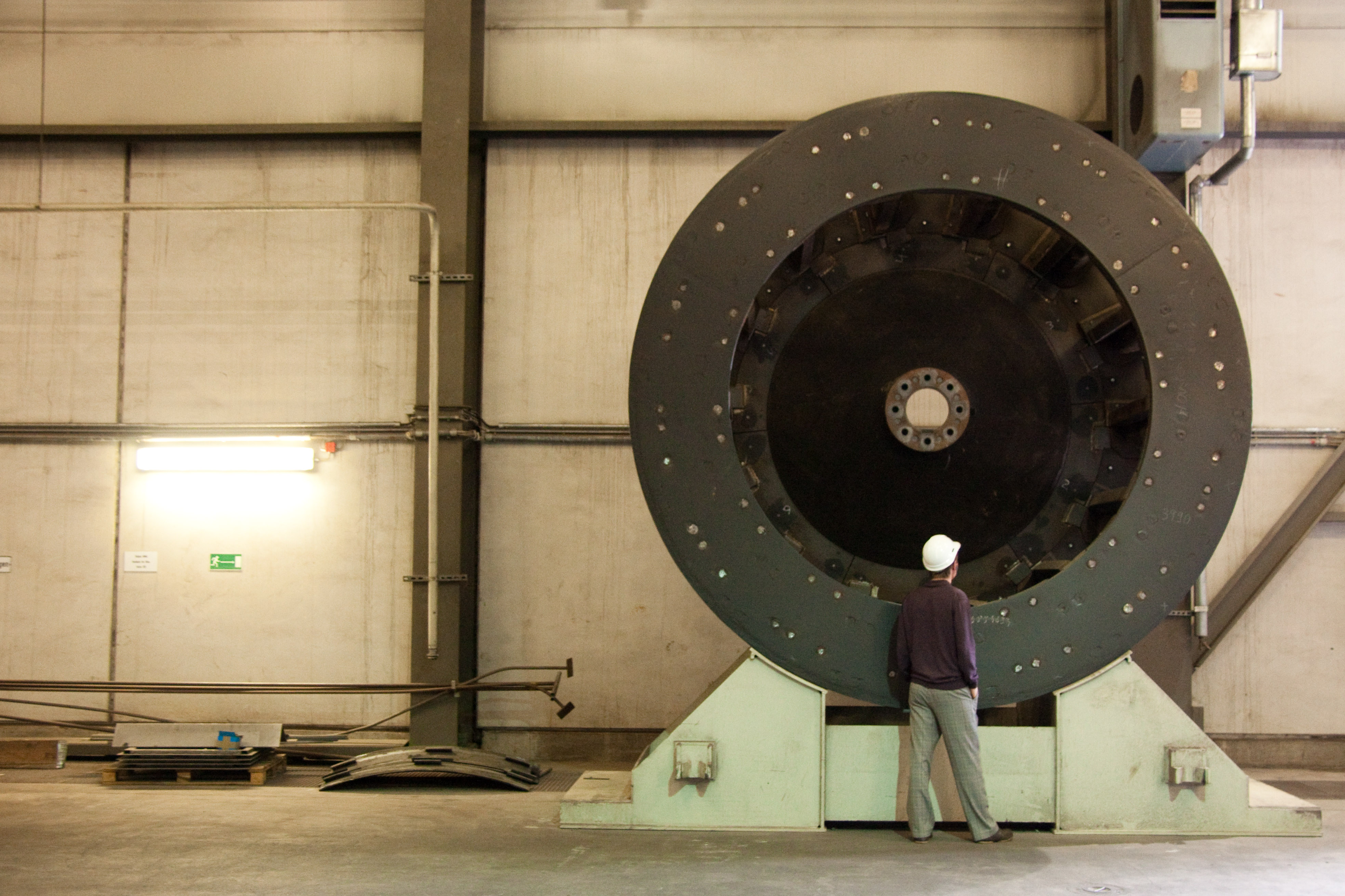
Ausgebautes Schlagrad im Kraftwerk Schwarze Pumpe
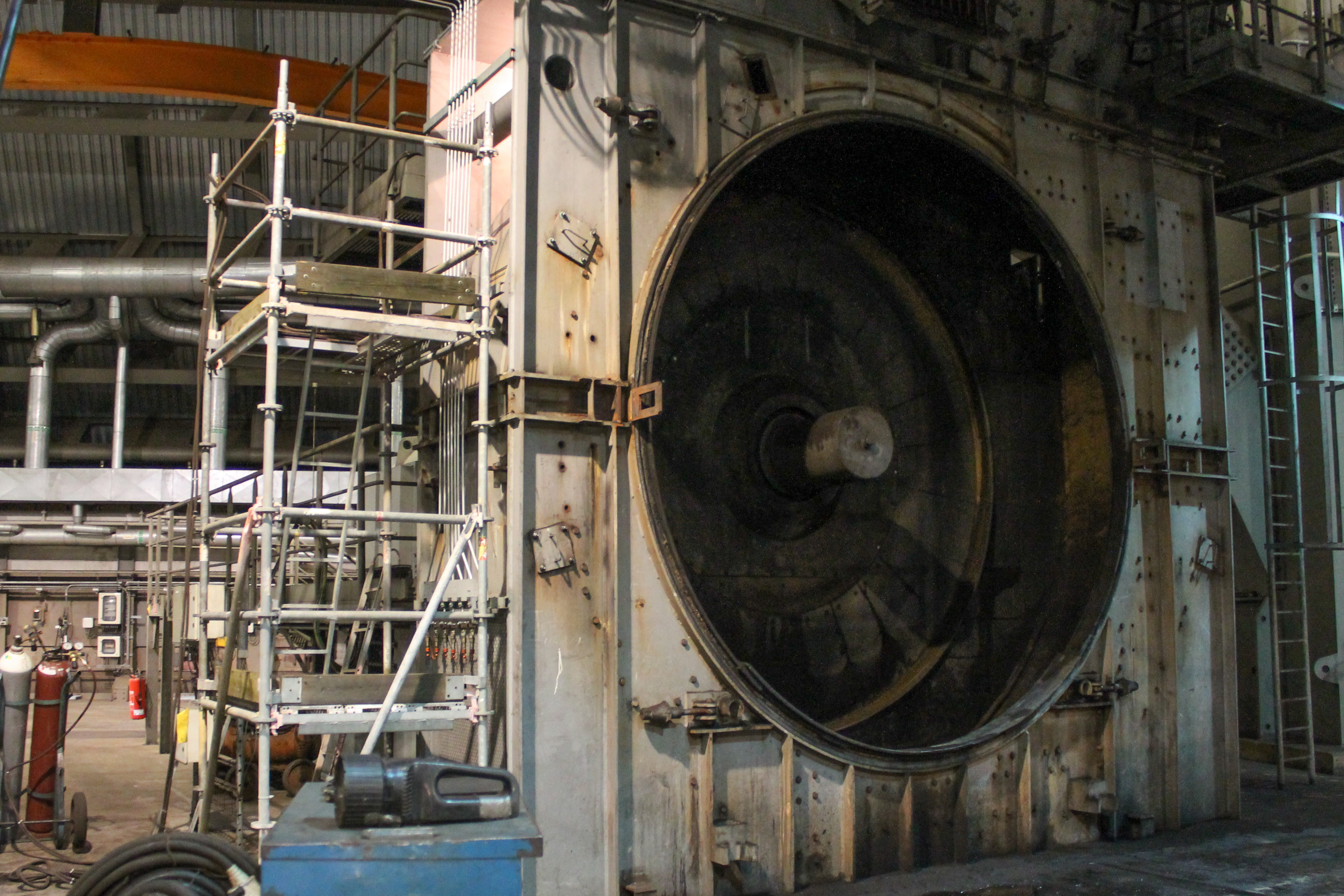
Geöffnete Kohlemühle in Schwarze Pumpe
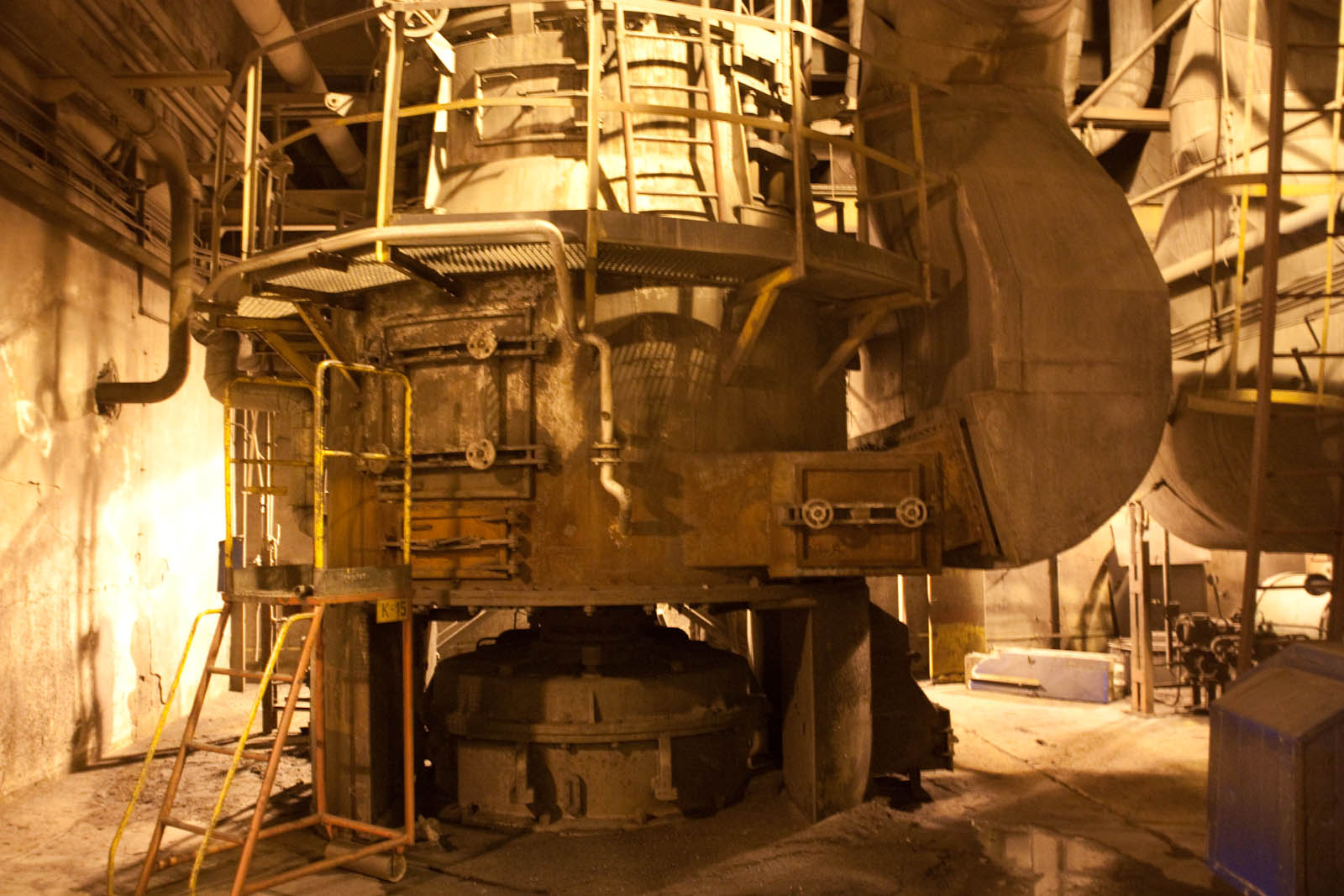
Heizkraftwerk Siekierki

Siehe auch Vertikalmühle.